# Rozdělení Indie

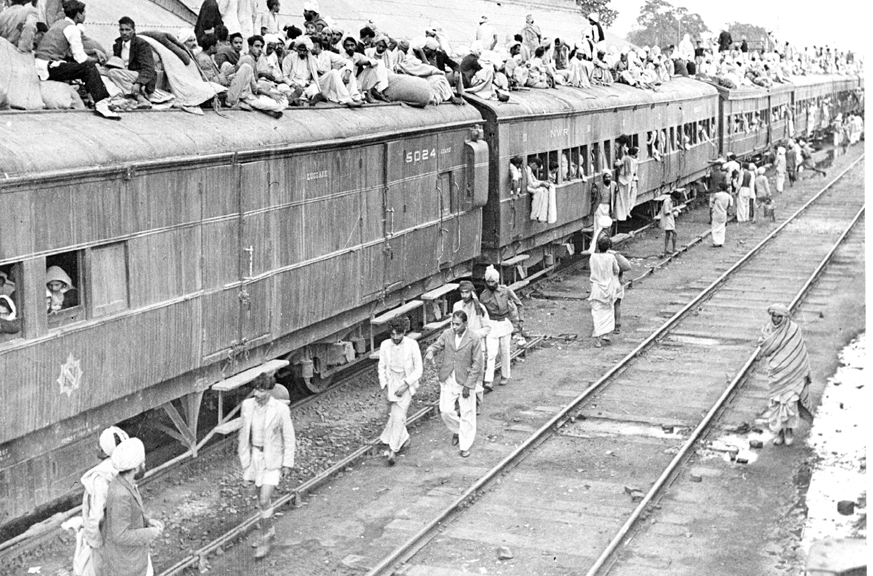
Jeden z uprchlických vlaků v Ambale. Do pohybu se dalo přes 10 milionů lidí

Rozdělení Indie je událost, která proběhla v roce 1947, a během níž došlo k rozdělení Britské Indie na dva nezávislé státy, Dominium Indie a Dominium Pákistán, a to z rozhodnutí parlamentu Spojeného království (Zákon o nezávislosti Indie). Klíčem k rozdělení bylo náboženství - okresy s většinovou muslimskou populací připadly Pákistánu, okresy s hinduistickou majoritou Indii. Dvě samosprávné země vznikly o půlnoci 15. srpna 1947. Indie se později stala republikou a existuje zhruba v hranicích z roku 1947. Pákistán se stal republikou roku 1956, avšak v roce 1971 se rozdělil na Pákistánskou islámskou republiku a Bangladéšskou lidovou republiku.
Proti rozdělení byla v roce 1947 značná opozice v hinduistické Indii, reprezentoval ji například Mahátma Gándhí. Naopak muslimové v Pákistánu, reprezentovaní zvláště Muhammadem Alí Džinnáhem, rozdělení většinově podporovali na základě Džinnáhovy „teorie dvou národů“, která říká, že i když etnický předěl mezi hinduisty a indickými muslimy nelze narýsovat, kulturní, tedy náboženský, předěl je mnohem důležitější a Indy nelze považovat za jeden národ. Britská politika v této věci je dodnes předmětem debat politologů, historiků a odborníků na mezinárodní vztahy. Její kritici upozorňují, že o „právo na sebeurčení“ Britům asi nešlo, když například Paštunové na severu Indie, reprezentovaní zejména Abdulghaffárem Chánem, nedostali možnost buď získat rovněž nezávislost, nebo se připojit k Afghánistánu.
Rozdělení vedlo k obrovským přesunům obyvatelstva. 10–15 milionů lidí muselo opustit své domovy, buď dobrovolně, aby nebyli menšinou v cizím státě, anebo byli vyhnáni. Řada násilných střetů byla nepřehledná a dodnes historici tento jev s obtížemi mapují. Někde bylo násilí organizováno a mělo povahu etnických čistek (v podezření jsou zvláště sikhští mahárádžové). Počet obětí násilností je nejasný, odhady se pohybují mezi několika stovkami tisíc až dvěma miliony. Dalším důsledkem byla masivní uprchlická krize. Vyhánění i migrační příval byly rovněž doprovázeny mimořádnou vlnou násilí na ženách.
Násilná povaha rozdělení vytvořila atmosféru nepřátelství a nedůvěry mezi Indií a Pákistánem, která komplikuje jejich vztah dodnes. Navíc, poté, co byl britský vliv definitivně setřesen (Indie vyhlásila roku 1950 republiku, čímž přetnula poslední vazbu s Británií – odvrhla britského panovníka jako hlavu státu) vznikl mezi Indií a Pákistánem spor o hranice, jak je Britové narýsovali (nejznámějším je spor o Kašmír, který přerostl v několik válečných konfliktů).
Termín rozdělení Indie nezahrnuje dřívější oddělení Barmy (nyní Myanmar) a Cejlonu (nyní Srí Lanka) od Britské Indie.